# Tundzsa
A Tundzsa (bolgárul Тунджа [Tundzsa], görögül Τόνζος [Tonzosz], törökül Tunca) folyó Bulgária és Törökország területén, a Marica legjelentősebb mellékfolyója.

## Földrajzi adatok
Bulgáriában, a Balkán-hegységben, a Botev-csúcstól keletre ered,  Kazanlaktól 30 km-re északnyugatra, és Edirnénél torkollik a Maricába. Hossza 390 km, ebből a Bulgáriára eső rész 350 km. Vízgyűjtő területe 8150 km², közepes vízhozama a bolgár-török határon, 39 m³ másodpercenként.
Két hatalmas víztározó is épült a Tundzsán. Az ókorban Tonzus néven szerepelt.
Jelentős városok a  Tundzsa mentén: Kazanlak, Jambol és Edirne.